# Kloster Saint-Marcel (Réalville)
Das Kloster Saint-Marcel (Sanctus Marcellus) ist eine ehemalige Zisterzienserabtei im Département Tarn-et-Garonne, Region Okzitanien in Frankreich. Das Kloster lag in der Gemeinde Réalville rund acht Kilometer südwestlich von Caussade.

## Geschichte
Das Kloster wurde 1130 als Tochter des Klosters Cadouin von Adhémar, dem Vicomte von Bruniquel, in Septfonds gegründet und 1163 an seine nachmalige Stelle verlegt. 1175 schloss es sich dem Zisterzienserorden an. Über Cadouin gehörte es der Filiation der Primarabtei Pontigny an. In den Religionskriegen erlitt das Kloster schwere Einbußen. 1596 wurden die Klostergebäude zerstört, der Wiederaufbau erfolgte um 1607. 

## Bauten und Anlage
Die Anlage ist vollständig verschwunden. An ihrer Stelle wurde 1870 ein Schloss errichtet, das dem Touring Club de France gehört.